# Erick Ozuna
Erick Ozuna López (ur. 5 października 1990) – dominikański piłkarz występujący na pozycji pomocnika, obecnie zawodnik Club Barcelona Atlético.

## Kariera klubowa
Ozuna rozpoczynał swoją piłkarską karierę w zespole Club Barcelona Atlético z siedzibą w stołecznym mieście Santo Domingo.

## Kariera reprezentacyjna
W seniorskiej reprezentacji Dominikany Ozuna zadebiutował 14 października 2010 w wygranym 17:0 spotkaniu z Brytyjskimi Wyspami Dziewiczymi w ramach Pucharu Karaibów. W tym samym meczu strzelił także dwie bramki, pierwsze w kadrze narodowej. Wziął także udział w eliminacjach do Mistrzostw Świata 2014, podczas których wpisał się na listę strzelców pięć razy – w zremisowanej 1:1 konfrontacji z Surinamem, przegranym 1:2 spotkaniu z Salwadorem, dwukrotnie w wygranym 3:1 rewanżu z Surinamem oraz w wygranym 4:0 pojedynku z Kajmanami, natomiast Dominikańczycy nie zdołali zakwalifikować się na mundial.